# Schooladvies
Aan het eind van de basisschool krijgen leerlingen en hun ouders in Nederland een schooladvies voor het maken van een verantwoorde keuze naar een school in het voortgezet onderwijs. 
Hierin verwoorden directie en leerkrachten hun verwachtingen met betrekking tot het succesvol kunnen volgen van onderwijs aan een school voor voortgezet onderwijs. Dit gebeurt op basis van meestal jarenlange ervaringen met het betreffende kind en is daarom niet te vergelijken met de eenmalige Citotoets.

In het advies spelen naast de verstandelijke vermogens van het kind ook andere zaken mee als concentratie, zelfstandigheid, inzet en motivatie. Ook daarin verschilt het advies van de uitslag van de Cito-eindtoets.

De meeste scholen nemen in de vaststelling van het advies de resultaten van deze toets dan ook niet mee. De weinige scholen die dit wel doen, gaan hiermee tegen de doelen in die de Citogroep voor de toets stelt. De toets is immers niet bedoeld om kinderen een (soms bindend) schooladvies te geven. Meestal kan een Cito-score het advies slechts ten positieve beïnvloeden, en vormt zij een bevestiging van het oordeel dat de school al over het kind heeft.